# Totani Kimito
Totani Kimito (戸谷 公人 Hộ Cốc Công Nhân) là một diễn viên người Nhật Bản sinh tại Shinagawa, Tokyo. Anh có vai diễn đầu tiên từ năm 2007 trong tác phẩm làm lại Tsubaki Sanjuro. Anh hiện nổi tiếng với vai diễn Kaitō Daiki /Kamen Rider Diend trong Kamen Rider Series Kamen Rider Decade và các phim điện ảnh liên quan.

## Tham gia

### TV, phim điện ảnh
- 2009 - Kamen Rider Decade (Tokusatsu series, TV Asahi) vai Daiki Kaito/Kamen Rider Diend[1]
- 2009 - Cho Kamen Rider Den-O & Decade Neo Generations: The Onigashima Warship vai Daiki Kaito/Kamen Rider Diend
- 2009 - Kamen Rider Decade: All Riders vs. Great Shocker vai Daiki Kaito/Kamen Rider Diend
- 2009 - Kamen Rider Decade:Tập cuối vai Daiki Kaito/Kamen Rider Diend
- 2010 Episode Yellow:Kho báu Hải tặc Di End vai Daiki Kaito/Kamen Rider Diend
- 2012 - Kamen Rider × Super Sentai: Super Hero Taisen vai Daiki Kaito/Kamen Rider Diend

## CD
- "Treasure sniper" vai Daiki Kaito, 2009